# Oridia pacifica
Oridia pacifica är en ringmaskart som beskrevs av Rullier 1972. Oridia pacifica ingår i släktet Oridia och familjen Sabellidae. Inga underarter finns listade i Catalogue of Life.